# グザヴィエ・ド・メーストル
グザヴィエ・ド・メーストル（仏: Xavier de Maistre、1763年10月10日 - 1852年6月12日）は、フランスの作家、軍人。生涯の多くを軍人として過ごしたが、有名なのは作家としてである。サヴォワのシャンベリの貴族の家に生まれた。サヴォワ上院議長も務めたフランソワ・グザヴィエ・ド・メーストルを父に持ち、著名な哲学者で反革命家であるジョゼフ・ド・メーストルを兄に持つ。10人兄弟の内の次男であった。若い頃はピエモンテ-サルデーニャの軍隊に務めた。1790年、トリノで決闘した懲罰として自室謹慎を命じられた時に書き上げた空想譚「わが部屋をめぐる旅」(Voyage autour de ma chambre) が1794年に刊行された。

## 来歴
グザヴィエは兄ジョゼフの政治的信条に共感し、1792年にフランス革命軍がサヴォワをフランスに併合した後にサヴォワ軍を去り、やがてロシア軍の任務に就いた。オーストリア-ロシア共同戦線に勝利したアレクサンドル・スヴォーロフの下で働き、1796年にはロシア軍元帥直属となった。その頃スヴォーロフを重用していたエカチェリーナ2世が崩御し、新たに即位したパーヴェル1世によりスヴォーロフは解任された（表向きは彼がワルシャワを征服した後に、2万人のポーランド人を虐殺したために）。グザヴィエは将軍と不名誉を共にし、時折サンクトペテルブルクで細密画、特に風景画を描いて自らの生計を助けた。
1803年、兄ジョゼフがロシアのツァーリ・アレクサンドル1世王室のピエモンテ-サルデーニャ全権公使に任命された。ペテルブルクに到着した弟のグザヴィエは海軍大臣に紹介され、図書館長・海軍博物館長などのポストに任命された。彼はまた積極的に戦闘に参加し、コーカサスを征伐し、少将にまで出世した。1812年、ツアーリの親族であるロシア人女性と結婚。彼はナポレオンの敗北とそれに連なるピエモンテ王朝復権の後もロシアにとどまった。

## 文学作品

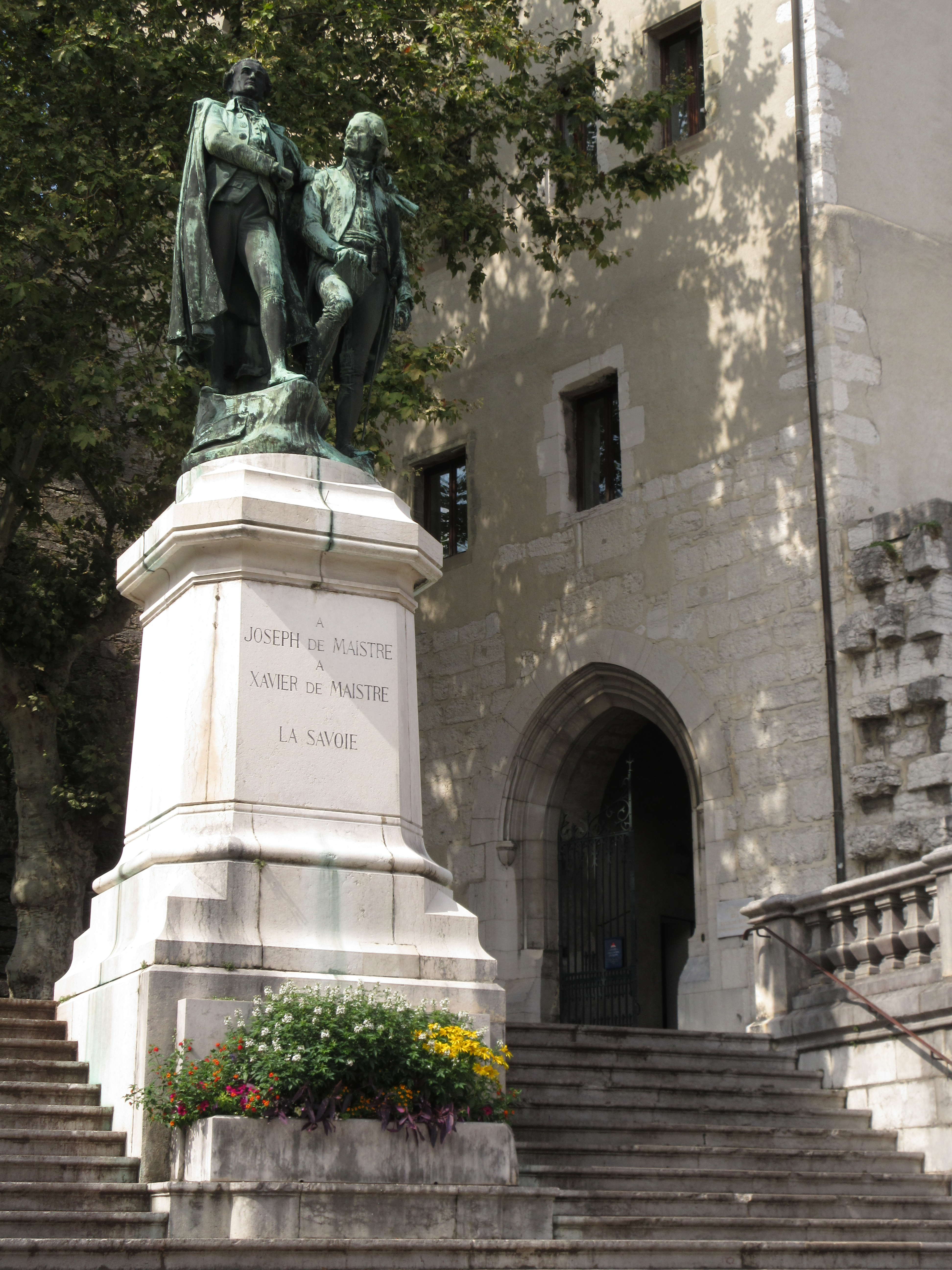
シャンベリ城の正面に建つジョゼフとグザヴィエの記念碑

大旅行記の伝統に基づくパロディである「わが部屋をめぐる旅」（1794年）は、自身の部屋に6週間監禁された若い役人が、如何に家具や彫刻などを異郷の航海場面のように見ていたかという自伝的記述である。彼は如何なる出費も犠牲も伴わないこの航海を賞賛し、貧しい者、虚弱な者、怠け者に強く勧める。彼の部屋は長方形で、周囲は36歩だった。「私が部屋を旅する時」と彼は書く。「直線的に進むことはまれである。テーブルから角に掛かっている絵に向かう。そこからドアに向かって斜めに出発する。しかし自分の強い意志で旅立ったのに、途中で肘掛け椅子に出くわしてしまったら、私はそれについて二度とは考えず、それ以上騒ぎたてる事もなく、そこに腰を落ち着ける。」その後、北に進むと彼はベッドに遭遇し…と、このように彼は気軽に「旅」を続ける。これはグザヴィエの敬愛するローレンス・スターンのスタイルに沿って、読者の想像力と戯れる非凡な作品である。グザヴィエ自身は作品に無頓着であったが、兄のジョセフがこれを出版した。
その他の作品
- 「アオスタの市の癩病者」（Le Lépreux de la Cité d'Aoste、1811年）アルプスを臨む古城の塔に隔離されて暮らす癩病者と遠征中に偶然アオスタを訪れた軍人との対話。
- 「コーカサスの捕虜たち」（Les Prisonniers du Caucase、1815年）コーカサスの山中で原住民に捕えられたロシア軍の少佐と従卒が脱出し帰還するまでを描いた冒険譚。
- 「シベリアの少女」（La Jeune Sibérienne、1815年）無実の罪により流刑された両親を救うため、シベリアから歩いてペテルブルクまで行き皇帝に直訴した少女プラスコーヴィヤ・ルポロヴァ（露: Прасковья Луполова）の実話。
- 「わが部屋をめぐる夜の旅」（Expédition Nocturne Autour de ma Chambre、1825年)「わが部屋をめぐる旅」の続編だが今度は一晩限りの話。

1839年、「シベリアの少女」（1825年）フランス語版の出版後、グザヴィエはパリとサヴォワへの長い旅を続けた。彼は文学界で自分がよく知られている事に驚いた。 アルフォンス・ド・ラマルティーヌは、彼の天才を称賛する詩（「Retour」、1826年）を捧げた。「未来の子供たちは言うだろう…それはあなたが甘美な文章を通して、私たちに渡してくれたあなたの心です。」彼は忘れ難い思い出を遺したシャルル＝オーギュスタン・サント＝ブーヴに出会った。
一時期ナポリに住んでいたが最後にペテルブルクに戻り、1852年にその地で没した。

## 邦語文献、他作品への波及など
- 同姓同名のハープ奏者（日本ではグザヴィエ・ドゥ・メストレ（フランス語: Xavier de Maistre (harpiste)）と表記されることが多い）はジョゼフ・ド・メーストルの子孫である。
- きだみのる『気違い部落周游紀行』は「わが部屋をめぐる旅」に着想を得ている。"私はド・メェストルの先蹤に倣おう。そして私は私の力の及ぶ地方に読者をお招きしよう。"
- 池内紀『姿の消し方 幻想人物コレクション』（のち『モーツァルトの息子 史実に埋もれた愛すべき人たち』と改題して文庫化）の「室内旅行家（軍人）」は、「わが部屋をめぐる旅」を中心にグザヴィエの生涯と作品を紹介したエッセイである。"クサヴィエ・ド・メストルは二つの冒険譚を書いた。小説もあるが、それはまあいい。何よりも風変わりな冒険物をいうべきだろう。フランス人が文章においてとりわけたっとぶ「クラルテ」と「レジェルテ」、つまり明晰さと軽妙さとをほどよくそなえ、フランス語散文の好見本にちがいない。"
- スイスの作家・漫画家ロドルフ・テプフェールをフランスに紹介したのはグザヴィエであり、『ジュネーヴ短編集』の初版にはテプフェールの作品を出版するよう勧めるグザヴィエの手紙が序文として収録されている。
- 「わが部屋をめぐる旅」のタイトルがホルヘ・ルイス・ボルヘスの短編「アレフ（英語版）」の登場人物カルロス・アルヘンティーノ・ダネリの詩に引用されている。
- 「わが部屋をめぐる旅」はサマセット・モームの短編集『木の葉のそよぎ』に収められた「ホノルル」の第2節で言及されている。"賢明な旅行者は想像力だけで旅をする。 昔のフランス人（実際にはサヴォワ人）はかつて「わが部屋をめぐる旅」という本を書いた。"
- 「わが部屋をめぐる旅」は、イギリスの著作家アラン・ド・ボトンの著書「旅する哲学―大人のための旅行術」（ISBN 978-4-087-73407-2）で言及されている。
- 「わが部屋をめぐる旅」はデンマークの文学評論家トーベン・ブロストラム（ドイツ語版）の著書「Litterære bekendelser」で取り上げられている。
- 「コーカサスの捕虜たち」作中の詩「アイ・リュリ」 (Hai luli) はフランスの声楽家・作曲家のポーリーヌ・ガルシア＝ヴィアルドによって曲を付けられた。
- 「わが部屋をめぐる旅」は、ポルトガルの作家アルメイダ・ガレット（英語版）が「Viagens na Minha Terra」（わが郷土の旅）を書く契機となった。
- ブラジルの作家マシャード・デ・アシスの「ブラス・クーバスの死後の回想（英語版）」で、ブラス・クーバスは「わが部屋をめぐる旅」が回想録を書いた切っ掛けの1つであると語っている。
- 「わが部屋をめぐる旅」はD・H・ローレンスの長編小説「息子と恋人（英語版）」の中で触れられている。"…彼女は学ぶ事を欲した。ポールが読めるといった「コロンバ」か「部屋をめぐっての旅」を読む事が出来たなら、世界は違った顔と深まった尊敬を見せるだろうと思った。"（第2章、7節）
- チャールズ・ディケンズ編集『ハウスホールド・ワーズ（英語版）』が初出のウィルキー・コリンズの短編「恐怖のベッド（英語版）」に「わが部屋をめぐる旅」が引用されている。"語り手は不眠症の時に、彼が夜を過ごしている奇妙な部屋を調べていると言う。"
- ステファン・ヘラーは1875年、「わが部屋をめぐる旅」から着想した同名の5部からなるピアノ独奏曲を発表している（作品140）。

## 日本語訳

### 全集
- Œuvres complètes du comte Xavier de Maistre
  - 『グザヴィエ・ド・メーストル伯爵全集（上・下）』、加藤一輝訳、Cato Triptyque、2018年

### 作品別
- Voyage autour de ma chambre
  - 永井順「わが部屋をめぐる旅」、『部屋をめぐつての随想』、白水社、1940年、全国書誌番号:47036546
  - 同・再録、『部屋をめぐっての旅』、三笠書房、1950年、全国書誌番号:20853285（フランス語読本）
  - 同・再録（第7章まで）、辻邦生編『地図を夢みる』、新潮社、1979年、全国書誌番号:80005321
  - 加藤一輝 『部屋をめぐる旅　他二篇』、幻戯書房〈ルリユール叢書〉、2021年9月。ISBN 4864882312

- 他は「部屋をめぐる夜の遠征」、「アオスタ市の癩病者」と、サント゠ブーヴによる小伝

- Le Lépreux de la Cité d'Aoste
  - 高橋常陸坊「悪因縁」、『忍ぶ草』第45号、智徳会、1898年、全国書誌番号:00010398
  - 鷲尾猛「アオストの孤独者」、『開拓者』第11巻第5号、日本基督教青年会同盟、1916年、全国書誌番号:00003320
  - 陸奥廣吉『アオスト町の癩病者』、雨潤会、1919年
  - 田沼利男「悲しき癩病者との対話」、『女性改造』第3巻第5号、改造社、1924年、全国書誌番号:00011831
  - 山内義雄「アオストの天刑病者」、『世界短篇小説大系 仏蘭西篇 上』、近代社、1926年、全国書誌番号:43043277
  - 大倉燁子「妖怪の塔」、『踊る影絵』、柳香書院、1935年、全国書誌番号:46082301
  - 水谷謙三「アオスタ市の癩者」、『シベリアの少女 他一篇』、長崎書店、1940年、全国書誌番号:47036382
  - 大澤章「アオスタの市の癩病者」、『回心』、山野書店、1947年、全国書誌番号:46003863
  - 同・再録、山村静一編『アオスタの市の癩病者』、ドン・ボスコ社、1955年、全国書誌番号:56001033
  - 伊藤晃『オストの町の癩者』、駿河台出版社、1963年（フランス語読本）
  - 野口洪基「アオスト町の癩病患者」、『Izumi』64号、いずみ会、1965年、全国書誌番号:00000259
- Les Prisonniers du Caucase
  - 中村義男「コーカサスの捕虜」、『コーカサスの捕虜』、山根書房、1944年、全国書誌番号:46032746
  - 大塚幸男『コーカサスのとりこ』、第三書房、1952年（フランス語読本）
- La Jeune Sibérienne
  - 野村寿恵子『シベリアの少女』、大倉書店、1916年、全国書誌番号:43022514
  - 上田駿一郞『シベリヤの少女』、白水社、1933年（フランス語読本）
  - 水谷謙三「シベリアの少女」、『シベリアの少女 他一篇』、長崎書店、1940年、全国書誌番号:47036382
  - 中村義男「シベリヤの乙女」、『コーカサスの捕虜』、山根書房、1944年、全国書誌番号:46032746
  - 田沼利男『シベリヤの少女』、実業之日本社、1949年
  - 岡田弘『シベリヤの少女』、白水社、1950年、全国書誌番号:21632761
  - 訳者不明『野越え山越え』、カバヤ児童文化研究所、1953年、全国書誌番号:20977933
  - 野田開作『あらしの白ばと』、武部本一郎絵、偕成社、1959年、全国書誌番号:45030791
  - 池田宣政『シベリヤの少女』、女子パウロ会、1974年、全国書誌番号:45002458
  - 名木田恵子『シベリアの少女』、集英社、1975年、全国書誌番号:45008284
- Expédition Nocturne Autour de ma Chambre
  - 永井順「わが部屋をめぐる夜の旅」、『部屋をめぐつての随想』、白水社、1940年、全国書誌番号:47036546

## 上演
2013年、小説「部屋をめぐっての旅」 (Voyage autour de ma chambre) がチューリッヒで初演された。